# Pascua Dolorosa
La Pascua Dolorosa fue el nombre dado a la oleada represiva desatada en 1976 por la Policía paraguaya del general Alfredo Stroessner contra grupos campesinos acusados de pertenecer a un movimiento clandestino llamado Organización Primero de Marzo (OPM). La persecución alcanzó varios departamentos del interior del país y destruyó todo atisbo de agrupación de trabajadores agrarios por muchos años.

## Contexto histórico
El general Alfredo Stroessner llevaba en 1976, 22 años en el gobierno del Paraguay. Aunque mantenía una fachada democrática y era electo periódicamente como candidato del Partido Colorado (ANR), Stroessner era un dictador personalista y autoritario que reprimía con dureza a la oposición política y los movimientos sociales.
La década del setenta se caracterizaba por ser de bonanza económica gracias al ingreso de dólares originados por la construcción de la represa binacional de Itaipú, sobre el río Paraná, en la frontera con el Brasil. Sin embargo, también era una época de asfixia política, lo que sumado al influjo de movimientos insurgentes en los países vecinos, impulsó a algunos jóvenes a tomar caminos radicales en su resistencia a la opresión.
Desde 1973 había empezado a tomar cuerpo una organización clandestina que se llamaría después Organización Primero de Marzo (OPM) a partir de núcleos estudiantiles y de clase media urbana de Asunción. Buena parte de los dirigentes pioneros de la organización habían estudiado en la Argentina, donde tomaron contacto con organizaciones guerrilleras de ese país, especialmente con Montoneros.

## Organizaciones campesinas
Con una clase obrera casi inexistente y pobremente organizada, un movimiento revolucionario vinculado a las masas populares debía legitimarse con el apoyo del mayoritario sector campesino. La organización campesina pasaba en esos años por un momento crucial de su historia. Desde hacía más de una década se desarrollaba en varios departamentos del país uno de los más importantes ensayos de organización campesina de inspiración cristiana de toda América: las llamadas Ligas Agrarias Cristianas.
Con fuerte expresión religiosa en sus inicios, las Ligas crecen como respuesta al ancestral problema de la tierra. Las acciones colectivas emprendidas por las Ligas se centraban en experiencias comunitarias de tipo “minga”, cursillos de formación, obras comunales y almacenes cooperativos que eliminaban los lucros de los comerciantes acopiadores. Tenían también “escuelitas comunitarias” que utilizaban los métodos de educación popular de Paulo Freire.
Los actos intimidatorios del gobierno contra la nueva organización campesina se hicieron más frecuentes en la medida que ésta iba creciendo. Uno de sus líderes históricos era Constantino Coronel. Desde 1972 un sector de su dirigencia comienza a discutir la necesidad de iniciar una lucha política cuyos perfiles eran aún vagos pero que los llevaba a organizarse de modo reservado. La Iglesia, que había apoyado inicialmente la organización campesina, siente el temor de que el control se les había ido de las manos y se desmarca gradualmente de sus líderes.

## Organización Primero de Marzo
El acercamiento con una vanguardia urbana que venía preparándose para el mismo objetivo era inevitable y empezaría a ocurrir desde 1973. Bajo la dirección de su principal líder, Juan Carlos Da Costa, la OPM logra establecer una precaria estructura clandestina. 
En noviembre de 1974 algunos combatientes de los Montoneros argentinos estuvieron en Asunción realizando un curso de instrucción política y militar. A comienzos de 1975, el dirigente campesino Constantino Coronel se había integrado a La Conducción Nacional.
En abril de 1976 la Policía descubre de manera casual la existencia de la organización y logra capturar a sus principales dirigentes, matando a varios de sus jefes, entre ellos a Juan Carlos Da Costa. En los días siguientes la represión se limitó a la capital del país, pero en la Semana Santa se descubren las conexiones con los líderes agrarios. 
La llamada “Pascua dolorosa” comenzó en San Juan Bautista de las Misiones hasta donde fue enviado con amplios poderes el comisario Camilo Almada Morel, alias Sapriza. Allí, en la cárcel de Abraham Cue, fueron llevados centenares de campesinos que habitaban compañías y pueblos vecinos. Ocho campesinos fueron ejecutados y muchísimos traídos en camiones a Asunción.
En la época, los presos en la capital eran tantos que apenas cabían en el Departamento de Investigaciones y las comisarías de Asunción. En septiembre de 1976 casi todos ellos fueron trasladados a la prisión de Emboscada, a unos 20 km de Asunción, reabierta después de muchos años.